# Rowokembu
Rowokembu is een bestuurslaag in het regentschap Pekalongan van de provincie Midden-Java, Indonesië. Rowokembu telt 5718 inwoners (volkstelling 2010).